# Eremodromus flaviventris
Eremodromus flaviventris là một loài ruồi trong họ Asilidae. Eremodromus flaviventris được Efflatoun miêu tả năm 1937. Loài này phân bố ở vùng Cổ Bắc giới và châu Á.